# All-Ireland Senior Football Championship 1965
L'All-Ireland Senior Football Championship 1966 fu l'edizione numero 80 del principale torneo di calcio gaelico irlandese. Galway batté in finale Kerry, come l'anno precedente, ottenendo la sesta vittoria della sua storia.

## Semifinali
| Dublino 8 agosto 1965 | Kerry | 4-08 – 2-06 | Dublino | Croke Park |

| Dublino 21 agosto 1965 | Galway | 0-10 – 0-07 | Down | Croke Park |

### Finale
| Dublino 26 settembre 1965, ore 15:30 BST | Galway          | 0-12 – 0-09 | Kerry | Croke Park (77735 spett.)\| Arbitro: \| M.Loftus (Mayo) \| |
| Arbitro:                                 | M.Loftus (Mayo) |             |       |                                                            |